# 乾燥熟成肉

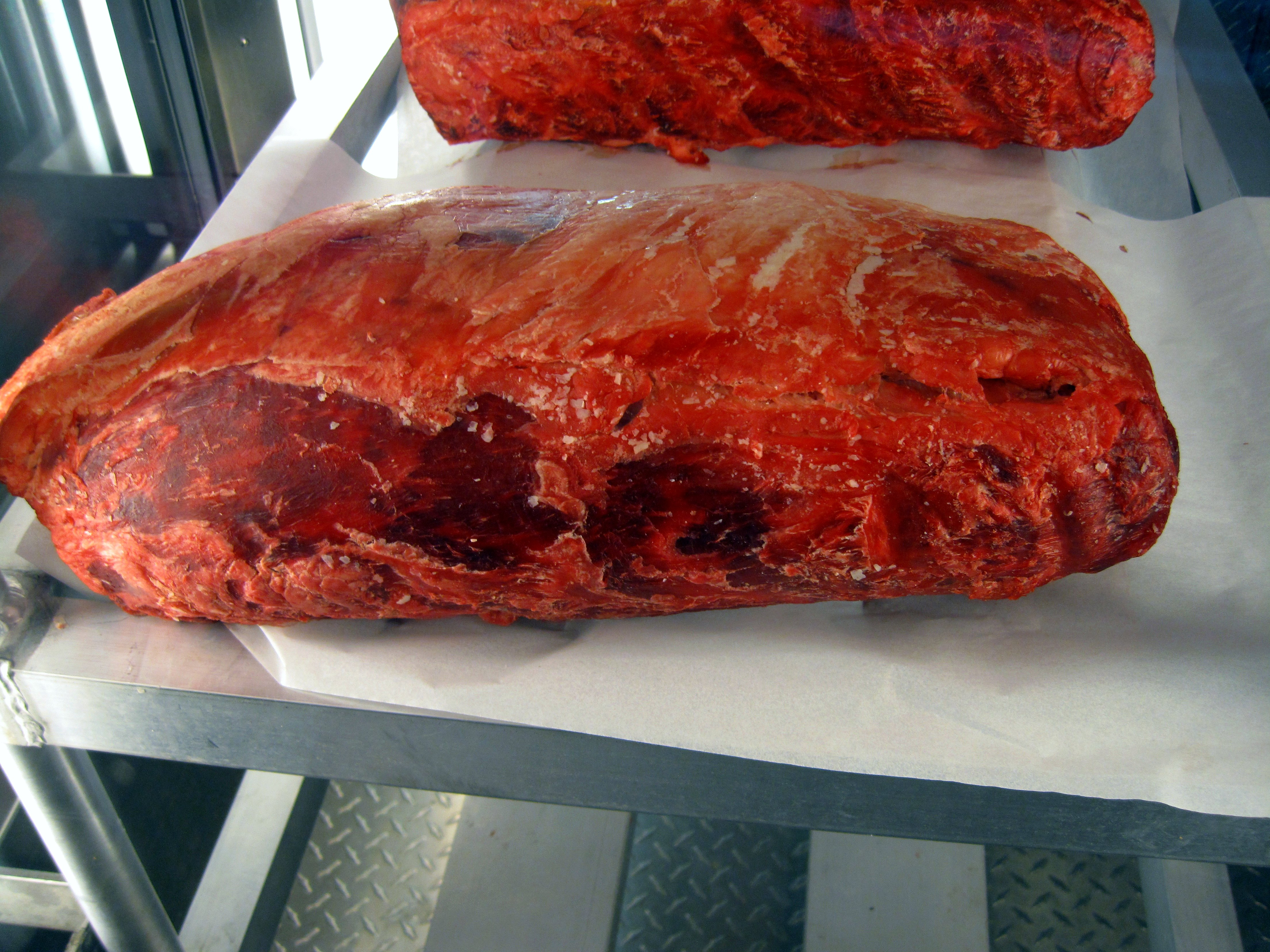
乾燥熟成させた牛肉

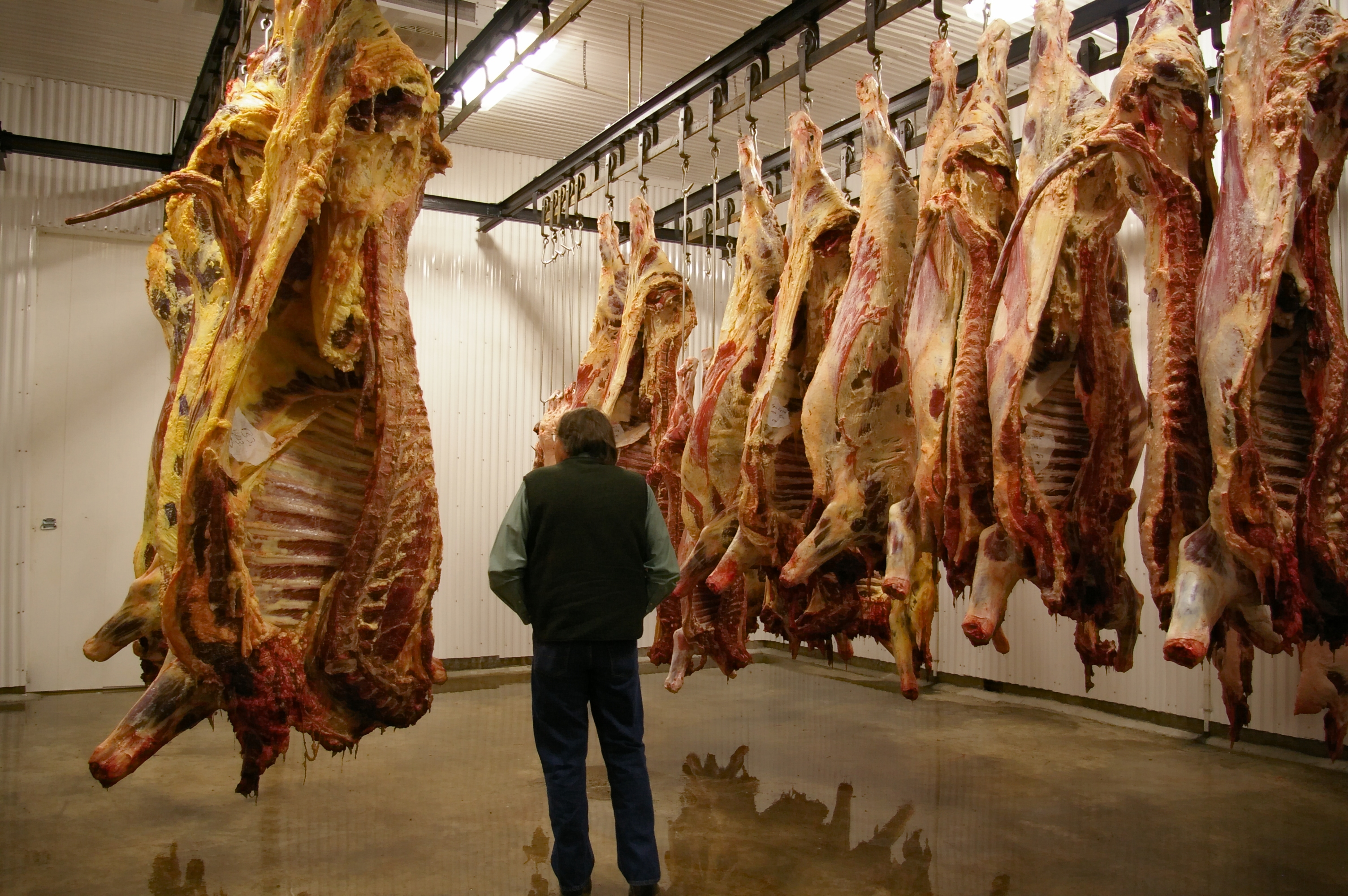
乾燥熟成中の牛肉

乾燥熟成肉（かんそう じゅくせい にく）とは、食肉を調理前にある程度の期間保存することで、食味や食感を変化させた食品である。牛肉や羊肉、ジビエ（野生の鹿肉など）などを美味しくしたり、柔らかくしたりする。日本では魚に対しても行われる。冷蔵庫がなかった時代に、ヨーロッパで食肉を冷涼な洞窟や地下倉庫などに吊るして保存したことが起源である。
肉に含まれる蛋白質の分解に伴いアミノ酸が増加するほか、微生物と酵素の作用により旨味が増す。日本でも、英語表現であるドライエイジド（dry aged）やドライエイジング（dry aging）とも呼ばれることがある。

## 各国の状況

### アメリカ合衆国
牛肉にはアメリカ農務省（USDA）が8種類のグレードを付けていて、上から
1. プライム（Prime）
2. チョイス（Choice）
3. セレクト（Select）

となり、更にその下に5種のグレードがある。消費者がアメリカの食品店や飲食店で通常目にするのは、これら上位3種および格付けをしないUngraded（通称：ノーロール、No roll）である。最高位であるプライムやチョイスグレードに乾燥熟成のプロセスを使い、更に柔らかく風味豊かなステーキやローストビーフを提供するレストランがある。
全米各都市で有名なステーキハウスなどでは、ドライエイジドビーフ（乾燥熟成肉）を使っていることを大きな謳い文句にし、店内に乾燥熟成庫を備えている店もある。

### 日本
日本エイジングビーフ普及協会（任意団体）が普及活動をしている。製造工程や品質の自主基準を設けて、2018年時点で10社程度に技術認定を与えている。
後述のように、衛生面などで問題点や課題を指摘する意見も多い。農林水産省は2015年に規格の導入を検討したが、熟成方法を企業秘密として公開を拒否する事業者もあり、見送った。

## 熟成の過程
代表的な牛肉の乾燥熟成プロセスとしては、ブロック又は枝肉（半身）などを乾燥熟成庫内に一定期間貯蔵する。庫内の温度を0 - 4℃、湿度は80%前後に保つ。常に肉の廻りの空気が動く状態を作り、その中で14 - 35日間熟成させる。帯広畜産大学の島田謙一郎准教授の研究によれば、35日以上の熟成が望ましいという。
温度が高ければ肉は熟成ではなく腐ってしまい、低過ぎれば凍ってしまい、熟成にならない。除湿や通風も、肉の水分活性を下げて腐敗を防ぐためである。そのため温度調整にも繊細な手間が掛かり、気候の変化にも影響を受けやすい。熟成期間中に、肉の中にある酵素等の働きで肉の繊維（蛋白質）がゆっくりと壊れてペプチドやアミノ酸に変化し、旨味が増すとともに肉が柔らかくなっていく。
保管中にカビが自然に生えるだけでなく、保管庫内に置いた数年物の肉についたカビを意識的に肉に移して、熟成を促すこともある。どちらの場合でも、カビが広がった肉の表面近くを調理前に削り取る「トリミング」が行われる。熟成に適したカビの胞子を付けて、有毒なカビや腐敗・食中毒菌の侵入を防ぎつつ熟成を進められる「エイジングシート」も開発されている。熟成肉専門店を運営するフードイズム社と明治大学農学部教授の村上周一郎が共同開発したエイジングシートは、ヘリコスティラム属の菌を、村上と協力したミートエポック社はケカビを利用する。
肉に元々含まれる酵素以外に、カビが持つ酵素（リパーゼ）が脂質を分解することで熟成香が生じる効果もある。このように、微生物を用いる熟成肉は発酵食品と位置付けられることもある。
乾燥させることで21日後には重量が20%程度減少し、減少した分、肉の味や香りも濃厚なものに変わっていく。乾燥熟成が相当進んだ状態では、肉の外観は赤黒く変色し、薄く白カビなどが発生する場合もあるが、それが乾燥熟成で最高の状態とも言われ、食しても問題はない。乾燥による重量減少の上に外側の乾燥した部分を切り抜いてステーキとするため、最終的に残るのはプロセス前の60%以下と言われる。従って、歩留りロス、保管冷蔵庫（熟成庫）などの設備費・電気代などの経費がかかり、また保管するだけの空間が必要となる上、熟成期間のキャッシュフローも悪くなるため、諸経費が大きく増えてしまう。上記のエイジングシートを使い、さらにミートラッパーで包むことで削り捨てる部分はほとんどなくすこともできる。
上記の理由で乾燥熟成はごく一部の高品質な牛肉に対してのみ行なわれ、鮮度落ちが早い鶏肉や熟成期間の短い豚肉などではほとんど行わない。その他の肉では羊肉やジビエ（鹿肉など）で行われる場合がある。羊肉の場合は、臭みが抜けて味が上品になるという。一方で、乳牛としての役割を終えた廃用牛などを美味しくする手法として使われている例もある。

### 課題・問題点
日本の外食業界は競争が激しく、認知度や人気が高まっている熟成肉を売り物にする店舗が増えている。2018年3月時点、熟成肉に限定した日本政府の規制は存在しない。東京都の調査によると、業者によっては肉の熟成期間が100日間にも及んだり、「熟成肉は生食できる」と誤解していたりする例がある。このため食中毒など衛生面でのリスクを指摘する意見もある。
熟成肉に拘っている事業者も、管理体制が不十分な業者の安易な参入には批判的である。

## ウェットエイジング
ドライエイジング（乾燥熟成）に対してウエットエイジング（またはバキュームエイジング）という熟成方法がある。大部分の牛肉がこの方法により熟成されるため、単純にエイジングというとウェットエイジングのことである。乾燥させずにバキュームパック（真空包装）内で熟成をさせるもので、簡単で歩留りも良いため、コストが低く一般的になっている。北米やオセアニアから輸入されるチルドビーフは、輸送・流通にかかる時間が3 - 5週間程度とちょうどエイジングに適しており、日本に到着して店頭にならぶ頃には熟成され食べ頃になっている。